# Гурко, Дмитрий Иосифович
Дми́трий Ио́сифович Гурко́ (Роме́йко-Гурко́) (23 сентября 1872 — 19 августа 1945, Париж) — российский военачальник, генерал-майор, сотрудник русской военной разведки.

## Биография
Сын генерал-фельдмаршала И. В. Гурко.
Образование получил в Пажеском корпусе, Николаевской академии Генштаба. Служил в лейб-гвардии уланском полку. Участник русско-японской войны. С 1908 военный агент в Швейцарии.

Участник Первой мировой войны. С 30 августа 1914 по 28 мая 1915 командир 18-го гусарского Нежинского полка. 19 мая 1915 награждён орденом Святого Георгия 4-й степени. 
За отличия в делах против неприятеля.
Генерал-майор (24 мая 1915). С 6 августа 1915 начальник штаба 14-го армейского корпуса, с 7 апреля 1917 командующий 16-й кавалерийской дивизией. 27 августа 1917 переведен в резерв чинов при штабе Московского военного округа.
В Гражданскую войну находился на Северо-Западе, поддерживал Бермонт-Авалова, ездил от его имени в штаб Вооружённых сил Юга России.
В эмиграции — товарищ председателя, затем председатель Объединения лейб-гвардии Уланского полка.